# Dyskryminacja rowerzystów

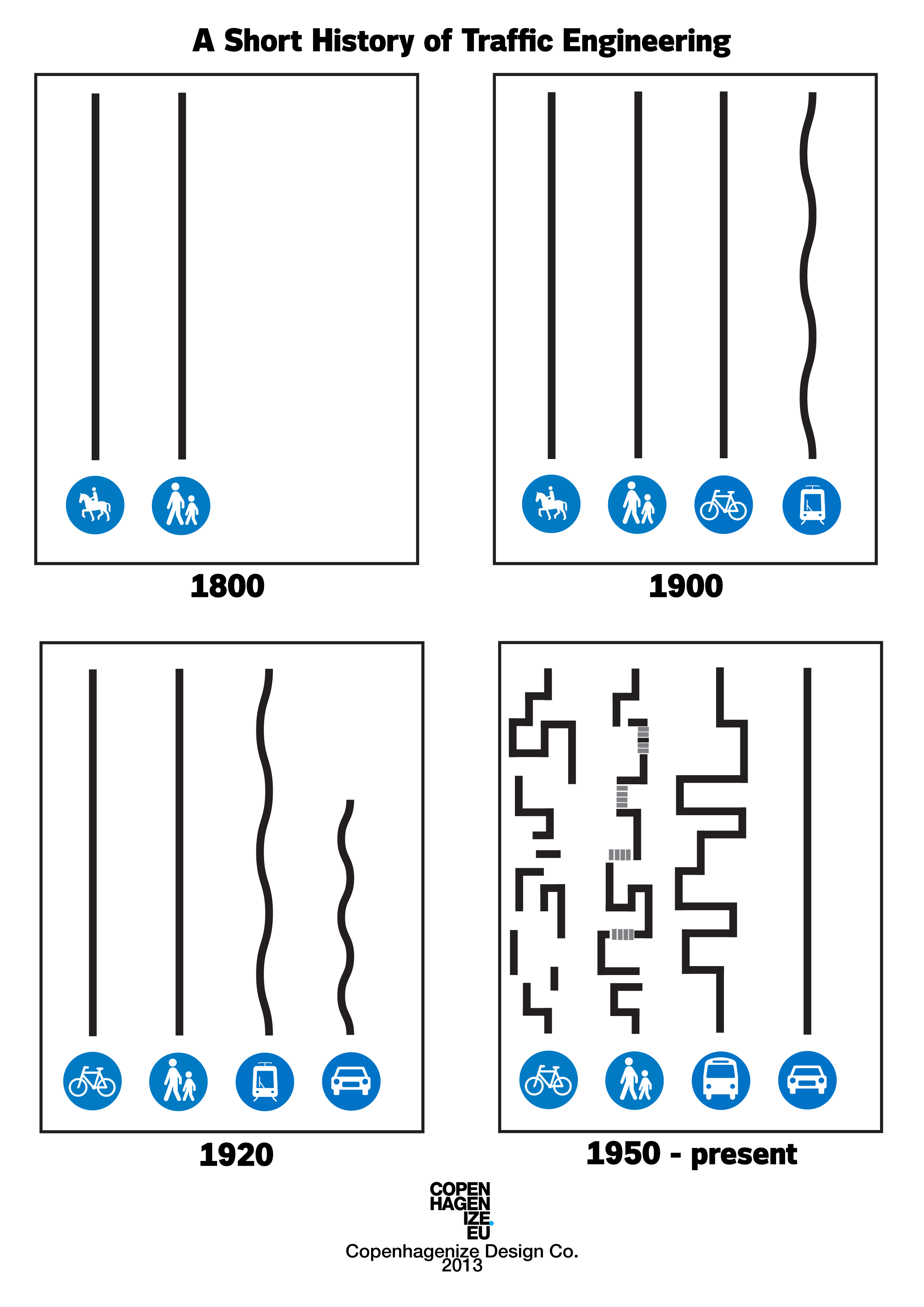
Plakat rzecznictwa Copenhagenize obrazujący sposób dyskryminacji rowerzystów.

Dyskryminacja rowerzystów – forma nierównego traktowania, dyskryminacji, osób poruszających się na rowerze w porównaniu z kierowcami samochodów lub innymi użytkownikami dróg. Może to obejmować brak bezpiecznych i adekwatnych dróg rowerowych, niedostateczną ochronę przed niebezpieczeństwami na drodze, jak również brak równego traktowania przez przepisy.
Dyskryminacja rowerzystów może również przybierać formę nierównego traktowania przez instytucje i organy władzy, takie jak policja lub sądy, które często skłonne są traktować rowerzystów jako mniejszą grupę, niż kierowców samochodów. 